# 김천석천중학교
김천석천중학교(金泉石泉中學校)는 대한민국 경상북도 김천시 황금동에 있는 사립 중학교이다.

## 학교 연혁
- 1946년 10월 10일 : 배영학원 설립 개교(황금동 67)
- 1951년 12월 23일 : 재단법인 시온학원 설립인가 (문보 제1055호)
- 1952년 2월 8일 : 시온중.고등학교 인가 (문보 제62호)
- 1964년 4월 28일 : 학교법인 시온학원으로 조직 변경 인가
- 1970년 2월 19일 : 교명 변경 한일중학교
- 1989년 3월 11일 : 학교법인 석문학원 초대 김복규 이사장 취임
- 1989년 3월 11일 : 학교법인 석문학원으로 변경 설립(관리 25420)
- 1989년 6월 12일 : 교명 변경 김천석천중학교
- 2008년 3월 20일 : 교사 본관, 별관 리모델링
- 2009년 3월 1일 : 사교육 절감형 창의경영학교 운영(3년간)
- 2012년 3월 1일 : 자율창의경영학교 운영(3년간)
- 2022년 10월 27일 : 제2대 석문학원 박연옥 이사장 취임
- 2023년 9월 1일 : 제19대 박정명 교장 취임
- 2024년 1월 5일 : 제73회 졸업(총 12,529명)

## 참고 자료
- 김천석천중학교 - 한국교육학술정보원 학교알리미